# Trelleborg (ringborg)
 For alternative betydninger, se Trelleborg. (Se også artikler, som begynder med Trelleborg)
|  | Flytteforslag Denne side er foreslået flyttet til Trelleborg (borgtype). Klik her for at se flytteforslaget. Begrundelse: Faktisk et ligefremt forslag |

Trelleborgene er ringborge, som blev opført med et formodet militært formål i det danske område i vikingetiden. De er dateret til sidste halvdel af 900–tallet og har en ensartet grundplan: En præcist udformet cirkulær vold, en port i hvert af de fire verdenshjørner, en borgplads, som er opdelt i fire ens dele af to veje, der var vinkelrette gennem borgenes centrum, samt bygninger, der er udformet som firelængede gårde. Andre typer ringborge kan også være forsynet med volde, men er ikke fuldstændigt cirkulære af form med porte placeret i verdenshjørnerne.
De fem danske ringborge Trelleborg ved Slagelse, Aggersborg, Nonnebakken, Borgring og Fyrkat blev 17. september 2023 optaget på listen over verdensarv. Arbejdet med at få optaget borgene på UNESCOs Verdensarvsliste begyndte allerede i 2007.
Borgene var kun i brug i kort tid, og efter at være blevet genopdaget i midten af 1900-tallet har de givet anledning til en række spørgsmål om baggrunden for og formålet med deres opførelse.

## Trelleborge
- Aggersborg ved Aggersund på nordsiden af Limfjorden
- Borgeby ved Kävlinge i Skåne
- Borgring ved Køge
- Fyrkat ved Hobro
- Nonnebakken i Odense
- Trelleborg ved Slagelse
- Trelleborg ved Trelleborg i Skåne

Af disse antages i hvert fald Aggersborg, Fyrkat, Nonnebakken og Trelleborg ved Slagelse at være opført af samme bygherre og på samme tidspunkt, ca. år 980.
Trelleborg i Skåne er formentlig opført omkring år 800 med en anderledes bebyggelsesstruktur. Den er derfor efter den skarpeste definition ikke en "Trelleborg". Udgravningerne peger på, at den skånske borg har været en såkaldt "tilflugtsborg", som ikke har været permanent beboet, men kun taget i funktion, når befolkningen har været truet af fjender, der kom fra østersøområdet . Borgring har heller ikke efterladt tegn på bebyggelse, hvilket peger på, at borgene kan have haft forskellige funktioner.

## Borgenes størrelse og bebyggelse
Skematisk fremstillet er borgenes indbyrdes målestoksforhold således:
| Navn                    | Indre diameter | Voldbredde | Antal huse | Husenes længde |
| ----------------------- | -------------- | ---------- | ---------- | -------------- |
| Aggersborg              | 240 m          | 11 m       | 48         | 32,0 m         |
| Borgeby                 | 150 m          | 15 m       |            |                |
| Borgring                | 122 m          | ca. 11 m   |            |                |
| Fyrkat                  | 120 m          | 13 m       | 16         | 28,5 m         |
| Helsingborg i Skåne     | Ca 270 m       |            |            |                |
| Nonnebakken i Odense    | 120 m          |            |            |                |
| Trelleborg ved Slagelse | 136 m          | 19 m       | 16         | 29,4 m         |
| Trelleborg i Skåne      | 125 m          |            |            |                |

Fyrkat, Nonnebakken og Trelleborg ved Slagelse indeholder 16 langhuse, fire i hver del af borgen. Aggersborg er bebygget med 48 langhuse, 12 i hver sektion. Alle langhusene var orienteret mod portene. Ved Trelleborg er der spor af 15 langhuse, som er bygget uden for volden, men alligevel orienteret i retning mod borgens center. Vejene er ført gennem volden, således at portene har været overdækkede.
Trelleborg er forsynet med en forborg, hvor der er fundet 135 gravpladser. Umiddelbart øst for Fyrkat er der 30 gravpladser, som ifølge Roesdahl bærer præg af hedensk begravelsesskik. Fundet af norsk keramik og andre genstande af høj status tyder på, at der blandt borgenes beboere og brugere har været en relativ stor velstand.

## Fundhistorien
Trelleborg ved Slagelse blev udgravet i perioden 1934–1942, efter at en lokal motorcykelklub havde anmodet om tilladelse til at bruge terrænet til en motocrossbane. At der havde ligget et forsvarsanlæg på stedet var velkendt, men de efterfølgende arkæologiske undersøgelser afslørede for første gang i Danmark en cirkelborg. Udgravningen, registreringen af fund og en rekonstruktion af bygningsværket blev offentliggjort i 1948 i en stor, videnskabelig afhandling affattet af Poul Nørlund.
Samme år var fundet af Aggersborg blevet offentliggjort af arkitekten C. G. Schultz, og Nørlund havde selv efter et besøg på området ved Fyrkat afsløret muligheden for, at der her var endnu et borganlæg. Dette anlæg blev udgravet og rekonstrueret. Der foreligger en omfattende afhandling om dette arbejde. Aggersborg blev registreret, men henlå blot som en svag skygge på marken, indtil ¾ af volden blev rekonstrueret i 1992.
Nonnebakken blev i stort omfang gravet bort som led i Odenses byudvikling i slutningen af 1800-tallet og begyndelsen af 1900-tallet, bl.a. ved opførslen af Odd Fellow-palæet på lokaliteten. Da Nonnebakken er bebygget, er der ikke foretaget systematiske udgravninger af området.
Borgene i Trelleborg og Borgeby i Skåne blev opdaget i hhv. 1988 og 1995. Fundet af disse borge og forskellige supplerende materialer på de eksisterende anlæg i det nuværende Danmark har foranlediget til projektet ”Kongens borge”, hvor der foretages omfattende undersøgelser af Trelleborg, Aggersborg og Fyrkat. Projektet startede i 2007 og gennemføres i et samarbejde mellem Moesgård Museum, Nationalmuseet og en række andre institutioner med særlig ekspertise på området. Det er allerede påvist, at Trelleborg i Skåne er opført ca. 800 og derfor ingen sammenhæng kan have med "kongeborgene", mens anlægget i Borgeby ikke er tilstrækkeligt udforsket til at konkludere ud fra.
Borgring nær Lellinge blev først i september 2014 officielt betegnet som en vikingetidsringborg, selv om der tidligere var gjort fund fra dette anlæg, men de var ikke præcist defineret af arkæologer.

## Dateringen
Poul Nørlund daterede borgene til at være opført i sidste halvdel af 900–tallet, en opfattelse, Else Roesdahl støttede i sin gennemgang af Fyrkat. I 1979 lykkedes det dendrokronologer at datere træstykker fra Trelleborg (Slagelse), som dels var fundet i broen over den ydre voldgrav, dels i en palisade i bunden af den indre voldgrav, til at være fældet i juni eller juli 980. Da træstumper fra Fyrkat kunne dateres til omtrent samme tidspunkt, ser opførelsestidspunktet ud til at være sikkert. Udgravningen her tyder i øvrigt på, at opbygningen af volden ikke er helt tilendebragt, men at den eksisterende del af volden er anlagt i samme arbejdsgang.
Aggersborg og Nonnebakken er kulstof 14-dateret til omtrent samme tid som de to andre borge, men denne dateringsmetode er forbundet med en vis usikkerhed. Alligevel anses de i størsteparten af faglitteraturen for at være bygget samtidigt med de to andre borge, fordi voldgraven har V-form, med en smal spids bund, en form som er sjælden.

## Bygherren
Allerede i Nørlunds redegørelse blev bygherren udpeget som enten Harald Blåtand eller Sven Tveskæg. Stort set alle forskere, der har kommenteret dette spørgsmål, er enige om, at det må være samme, der står bag alle borgene. Et af de væsentligste argumenter er den præcise geometri i anlæggets hovedlinjer og fællestrækkene i den håndværksmæssige udførelse. Et andet er de store ligheder i indretningen af anlæggene. På denne baggrund konkluderer Olaf Olsen, at det stort set kun er i størrelse, at borgene adskiller sig fra hinanden  De dendrokronologiske dateringer fra Trelleborg og Fyrkat peger på Harald Blåtand som bygherre, selv om ræsonnementet om én ophavsmand strengt taget kun behøver at gælde bygmesteren. Historikerne har tidligere været uenige om bygherrens identitet, men er bl.a. foranlediget af dateringen af Trelleborg og Fyrkat i store træk enige om at pege på Harald. I sammen periode ca. 979 opførte Harald Blåtand Ravningebroen og den ydre store ringvold omkring Aarhus.
Selve opførelsen må have krævet en klar organisation af arbejdsgangen. En mulighed er, at bønder eller trælle under militært opsyn af kongen har stået for opførelsen. Navnet Trelleborg har givet anledning til en formodning om, at borgene var opholdssted for trælle, eller slaver. Denne formodning er blevet tilbagevist med henvisning til, at trel på oldnordisk har betydningen tømmer, og derfor henviser til selve byggeriets konstruktion.
En anden mulighed, som foreslås er, at den militære organisation alene havde kapacitet til at bygge anlæggene. Dette synspunkt har siden udgravningen af Fyrkat været det dominerende.
I 2003 lancerede Niels Hybel en nytolkning af borgene og de andre store vikingetidsanlæg fra ca. 965-980. Pointen i den meget komplekse argumentation er, at borgene er anlagt af den tyske kejsermagt som led i en europæisering af Danmark. Andre historikere har afvist denne teori som ren spekulation.

## Ibrugtagen og anvendelse
Litteraturen om borgene går ud fra, at de er taget i anvendelse umiddelbart efter opførelsen; men der kan formentlig ikke påvises noget sikkert herom. Ligeledes er det ikke ud fra fundmaterialet muligt at drage sikre konklusioner om, hvorvidt voldene er opført før bygningerne på borgpladsen. Der er fundet en del enkeltsager, som peger på et civilt element i beboelsen, og gravpladserne indeholder knogler fra begge køn og fra børn. På grundlag af, at der ikke er fundet spor efter reparationer og studier af de fundne genstande, har forskerne draget den slutning, at cirkelborgene kun har været i anvendelse i få år, og at anlæggene er forladt senest omkring år 1000. Skønnene giver en margen på mindst fem og højst ca. 20 år.

## Skriftlige kilder
Der er ikke fundet samtidige skriftlige kilder, hvori borgene direkte nævnes. De kendte skrifter, der er tættest på begivenhederne, er biskop Thietmar af Merseburgs krønike skrevet 1013-18 og en unavngiven munk fra St. Omers hyldest til Knud den Stores enke skrevet ca. 1040. Heri er der en mulig henvisning til Trelleborgene, idet det hedder, at Sven Tveskæg befæstede sit rige med borge, som skulle udgøre et værn mod de fjender, der var trængt ind og havde besat [landet].
Adam af Bremens værk fra ca. 1070, Descriptio insularum Aquilonis, belyser en række forhold om den danske vikingetid, men en omtale af cirkelborgene er ikke påvist. De danske krøniker fra middelalderen har heller ingen direkte referencer til disse bygningsværker. Sven Aggesen har i sin krønike et særskilt kapitel om Sven Tveskæg og Saxo har i Gesta danorum præsenteret en kongerække, der skal påvise det danske kongedømmes lange historie og storslåede karakter. Som kilder til begivenhederne omkring 980 er disse værker tendentiøse. Det er bemærkelsesværdigt, at de ikke nævner borgene, som vel kunne have underbygget kongemagtens storslåede karakter. Derfor må det antages, at disse skribenter ikke har kendt til borgenes eksistens. Dette er et indicium for borgenes korte levetid.

## Forskningsdebatten

### De oprindelige teorier om borgene
Alle teorier om borgenes formål og anvendelse forsøger at placere disse i relation til samfundsforholdene i Vikingetiden. Et af problemerne herved er, at de få, fortrinsvis middelalderlige, skriftlige kilder bygger på mundtlige overleveringer og ligeledes er tendentiøse af karakter. Når forskere alligevel vælger at støtte sig til disse kilder, er det naturligvis efter nøje overvejelser over fejl og mangler i materialet. Udvælgelsen af relevant information bliver dog let en selektiv proces, hvor det stof, der rent faktisk lægges vægt på har samme svagheder som det, der fravælges. Med dette forbehold kan det indledningsvis konstateres, at alle væsentlige bidrag til forskningsdebatten om cirkelborgene ser anlæggene som tegn på en stærk centralmagt. Hovedargumentet er, at lokale høvdinge umuligt ville kunne sætte disse prestigebyggerier i værk.
Poul Nørlund afsluttede sit værk om fundregistreringen med at fremsætte 3 mulige formål med opførelsen af Trelleborg:
- 1)	Landeværn for Vestsjælland
- 2)	Tvangsborg
- 3)	Et formål, der knyttede sig til togterne mod England, muligvis som træningslejr eller vinterlejr.

Personligt hældede han i retning af den sidstnævnte opfattelse  Efter fundene af de øvrige borge opstod yderligere en tolkningstype, administrationscenterteorien, der ligesom de øvrige tolkningstyper blev udbygget med forskellige forgreninger, der ofte tog form gennem debatter i historiske og arkæologiske fagtidsskrifter.

#### Landeværnsteorien
Forskellige skriftlige middelalderkilder omtaler, at Harald Blåtand var blevet angrebet af en den tyske kejser, Otto II i 974. Landeværnsteorien går ud på, at Harald som værn mod Otto II udbyggede Dannevirke; men da han ikke kunne forhindre tysk herredømme i grænseområdet, anlagde han borgene som forsvarsværker. Teorien er bl.a. blevet tilbagevist af Niels Lund, som ikke finder kildemæssigt belæg for at der skulle eksistere et egentligt landeværn før slutningen af 1000-tallet.

#### Tvangsborgteorien
Af landeværnsteorien udsprang ideen om borgene som defensive anlæg, og tvangsborgteorien er en udbygning af den oprindelige opfattelse. Argumentet er, at Harald Blåtand byggede borgene som kongens værn mod et oprørsk folk. Tage E. Christiansen antog således, at de spredte befæstninger ud over hele landet må betyde, at fjenden var overalt i landet, dvs. at der lokalt blev organiseret oprør mod kongemagten. Teorien kan løse et problem, som knytter sig til de få skriftlige kilder, idet der findes flere beretninger om, at Harald var under stærkt lokalt pres og muligvis ved at miste magten omkring 980. Teorien er stadig meget udbredt i lærebøger i historie.
Tvangsborgteorien efterlader dog mange ubesvarede spørgsmål fx anfører kritikken, at det på denne baggrund er svært at forklare borgenes samtidige opførelse, storstilede præg og geografiske beliggenhed.

#### Træningslejrteorien
Poul Nørlund mente, at den mest sandsynlige tese måtte være, at Trelleborg og Aggersborg (som var de eneste kendte fæstninger, da han udformede teorien) fungerede som træningslejre for soldater forud for Sven Tveskægs erobring af England i 1013. Denne udlægning blev i 1979 tilbagevist af dendrokronologien, medmindre det accepteres, at disse træningslejre først kunne benyttes til at realisere formålet over tredive år senere.
Olaf Olsen, som havde støttet Nørlunds oprindelige tese, søgte stadig at sandsynliggøre den ved at så tvivl om tidspunktet for Harald Blåtands død  Ved at flytte denne fra 985 til 979 fik han placeret Sven ved kongemagten på det afgørende tidspunkt; men, som kritikere fremførte, er der ikke spor af intensiverede togter før borgene faktisk var gået af brug. Ligeledes virkede borgene i højere grad som defensive af karakter, borganlæggenes arkitektoniske udformning og geografiske beliggenhed taget i betragtning. Derfor måtte de snarere opfattes som administrationscentre.

### Administrationscenterteorien
Else Roesdahl er enig med de ovennævnte i, at anlæggene er led i dannelsen af centralmagten, men mener ikke, at de fortrinsvis har været rettet mod folket. Roesdahl tillægger i stedet Haralds administrative magtapparat en omfattende kontrolfunktion. Borgene var det militære støttepunkt, centrum for indsamling af afgifter, der tilfaldt kongen, udgangspunkt for retshåndhævelse, møntslagning og husning af krigere knyttet til kongen. Broen over Ravning enge antages at være opført som et led i denne udbygning af infrastrukturen.
Også overfor disse argumenter har kritikere rejst tvivl, baseret på placeringen af borgene, og endvidere på det faktum, at Roesdahl på grundlag af gravfundene selv konkluderer, at Fyrkat ikke havde noget påfaldende militært præg, ligesom gravfundene ikke omfattede en overrepræsentation af mænd.

### Alternative tolkninger

#### Borgerkrig
På baggrund af Olaf Olsens forslag til ny kronologi udkastede Poul Skaaning en teori, der fastlagde borgerkrigen mellem Harald og hans søn, Sven Tveskæg, som forklaring på borgenes udformning og placering. Borgene skulle fungere som knudepunkter for opstanden med det hovedformål at beskytte ledingsflåden mod angreb.
Skaanings hypotese om ledingens betydning på denne tid finder imidlertid ingen støtte hos eksperten i ledingsvæsenet, Niels Lund, der hævder, at en leding i traditionel forstand med blandt andet 16 ugers årlig tjenestepligt ikke eksisterede i slutningen af 900-tallet.
Alligevel har teorier, der knytter borganlæggene til søfarten fået en ny aktualitet, efter at en repræsentant for projekt ”kongens borge” har udtalt, at de supplerende fund tyder på, at borgene har haft ”stor maritim betydning”, ligesom de ligger strategisk godt placeret i forhold til søvejene.

#### Religiøs betydning
Arkæologen Søren Nancke-Krogh har fremsat en teori om, at borgene har fungeret som klostre. Hans tolkning tager udgangspunkt i en teori om en tidlig ikke-katolsk kristendom i vikingetidens Danmark. Han underbygger den med en række arkæologiske fund fra Trelleborg og Fyrkat blandt andet bestående af lægeurter og kaninfostre, som blev spist i den kristne fasteperiode.
Yderligere tolker han borgenes grundplan som et cirkelkors, der i Ezekiels version af bibelen er symbol på det himmelske paradis.

#### Beskyttelse af Aarhus
Volden om den gamle bykerne i Aarhus er delvist bevaret og kan ses i et museum ca. 4 m. under gadeniveau. Byens forsvarsanlæg blev ligeledes forstærket af Kong Harald Blåtand i år 980 e.v.t. At Aarhus ligger i centrum af den nord/sydgående forsvarslinje som borgene udgør, har ført til ikke verificerbare spekulationer om en militær sammenhæng mellem Aarhus befæstning og disse borge.

#### Amatørarkæologernes teser
De arkæologiske fund i og ved borgene har, især i den løbende debat blandt amatørarkæologer, været benyttet som argumenter for, at borgene er opført i flere etaper, bl.a. skulle voldene være opført tidligere end bygningerne. Denne opfattelse er grundlaget for en fremstilling fra 2007, hvor forfatteren argumenterer for, at Trelleborg blev anlagt i flere etaper. I første etape forsøgte man uden held at kristne Danmark med Trelleborg som magtcenter på Sjælland. Forsøget slog fejl, og Trelleborg blev opgivet som et religiøst og økonomisk samlingspunkt på Sjælland i begyndelsen af 800-tallet, men siden genanvendt som storgård med bådbygning og anden håndværksproduktion i slutningen af vikingetiden, 950-1000. Det er sporene fra den sidste periode, der har givet historikerne den opfattelse, at hele borgen er opført 980-81 med Harald Blåtand som bygherre. Nytolkningen sætter spørgsmålstegn ved den klassiske opfattelse og tegner i stedet billedet af et tidligt Trelleborg, grundlagt under kulturelle påvirkninger fra Karl den Stores Frankerrige og det arabiske kalifat, styret af abbasidernes første magtfulde kaliffer. Denne forklaring kan løse nogle af de uløste problemer om borgenes formål, men rejser i stedet andre, f.eks. er det besynderligt, at anlæg, der har eksisteret – i alt fald periodisk- i næsten 200 år, ikke omtales i de skriftlige kilder. Dette problem blev rejst længe før Ishøj Christensen skrev sin bog.

## Uløste gåder
De mange spekulationer og alternative teorier er et udtryk for, at der stadig er en del uløste spørgsmål om borgenes formål og anvendelse, som ingen af de nævnte teorier giver fyldestgørende svar på. Blandt de mest omdiskuterede problemstillinger er:
1. Ikke alle trelleborge er hævet i niveau i forhold til det omkringliggende terræn, som det i øvrigt er typisk for borganlæg, da det giver bedre udsyn, bedre forsvarsmuligheder, samt gør det sværere for angribere at forcere befæstningens palisader. Dog er Fyrkat bygget på en bakke omgivet af enge og moser, ligesom Trelleborg på den ene side er beskyttet af enge og til den anden side af en å, og har været befæstet i stenalderen.
2. Trelleborgene har 4 indgange, hvilket er atypisk for et borganlæg. Et borganlægs svageste led vil altid være indgangen, og her har trelleborgene fire indgange at forsvare. Forklaringen kan dog være at man havde mandskab nok, og det derfor var en fordel med flere udgange, så at man kunne gøre udfald. Ringmuren om tårnet i Gurre Slot har også fire adgangsveje.
3. Trelleborgene blev sandsynligvis kun brugt i meget kort tid, 5-20 år. Dette er også atypisk for befæstninger, men kan være begrundet i den strategisk set ringe placering. Trelleborg har senere rummet en stormands gård. Aggersborg har været bebygget før vikingeborganlægget og blev i middelalderen erobret og genopført flere gange.[34]
4. Borgene er forblevet uomtalte i de samtidige skriftlige beretninger.[33][Nb 3]

Forskningsdebatten rejser på denne baggrund nogle væsentlige spørgsmål:
1. Hvorfor byggede den Harald, der ifølge hans eget mindesmærke i Jelling over forældrene samlede Danmark og gjorde danerne kristne omkring 965, først borgene 15 år senere? Og hvorfor tillod han hedenske begravelser ved borgene?
2. Hvorfor er Aggersborg strategisk anderledes placeret og meget større end de øvrige borge?
3. Hvilken baggrund er der for at placere civile i et (hovedsageligt) militært anlæg?

Hvis svarene herpå bliver, at Sven i virkeligheden stod bag opførelsen af borgene, rejser der sig nye spørgsmål:
1. Hvorfor er de middelalderlige krøniker så dårligt informerede om tidspunktet for Haralds død, hvis de i øvrigt er velinformerede om forløbet af borgerkrigen?
2. Hvorfor opgav Sven at anvende Trelleborg og Fyrkat længe inden de afgørende togter mod England?[Nb 4]
3. Hvordan forklares de civile fund i et anlæg, der har et rent militært formål?